# Station Regenwalde Süd
Station Regenwalde Süd was een spoorwegstation in de Poolse plaats Resko.